# Milan Chalupa
Milan Chalupa (Oudoleň, 4 luglio 1953) è un ex hockeista su ghiaccio cecoslovacco.

## Palmarès

### Olimpiadi
- 1 medaglia:
  - 1 argento (Innsbruck 1976; Sarajevo 1984)